# Mumbai High
Mumbai High, tidigare Bombay High, är ett oljefält i havet utanför den indiska staden Bombay.
Oljefältet, som är Indiens största,  upptäcktes år 1974 och togs i drift den 21 maj 1976. År 2005 utvanns här omkring 38 % av all olja i Indien.
En oljeplattform i Mumbai High totalförstördes den 27 juli 2005 i en brand, sedan ett oljeborrningsfartyg kolliderat med plattformen. Tjugotvå personer på platformen omkom och 362 räddades. Sex dykare i en tryckkammare på fartyget räddades 36 timmar senare.